# ERA-Circus
ERA-Circus ist ein belgisches Radsportteam mit Sitz in Herentals.
Die Mannschaft wurde 2014 gegründet und nimmt als Continental Team an den UCI Continental Circuits teil. Manager ist Marc Herremans, der von dem Sportlichen Leiter MarcStefaan Sweeck unterstützt wird.

## Saison 2017

### Erfolge in der UCI Europe Tour
Bei den Rennen der  UCI Asia Europe im Jahr 2017 gelangen dem Team nachstehende Erfolge.
| Datum   | Rennen                          | Kat. | Sieger         |
| ------- | ------------------------------- | ---- | -------------- |
| 8. Juli | Grote Prijs Jean-Pierre Monsére | 1.1  | Laurens Sweeck |

### Mannschaft
| Teamkader 2017                    | Teamkader 2017     | Teamkader 2017 | Teamkader 2017          |
| Name                              | Geburtsdatum       | Land           | Vorheriges Team         |
| --------------------------------- | ------------------ | -------------- | ----------------------- |
| Wietse Bosmans (12. Mai–31. Mär.) | 30. Dezember 1991  | Belgien        | Beobank-Corendon (2017) |
| Jelle Cant                        | 19. Juni 1992      | Belgien        |                         |
| Braam Merlier (15. Mär.–31. Dez.) | 11. Februar 1994   | Belgien        |                         |
| Gert Smets                        | 26. September 1997 | Belgien        |                         |
| Diether Sweeck                    | 17. Dezember 1993  | Belgien        |                         |
| Hendrik Sweeck                    | 13. Januar 1992    | Belgien        |                         |
| Laurens Sweeck                    | 17. Dezember 1993  | Belgien        |                         |
| Julien Taramarcaz                 | 12. November 1987  | Schweiz        |                         |
| Yorben Van Tichelt                | 12. Juli 1994      | Belgien        |                         |
| Toon Wouters                      | 21. November 1994  | Niederlande    |                         |
|                                   |                    |                |                         |
| Quelle: UCI                       |                    |                |                         |

## Platzierungen in UCI-Ranglisten
UCI Europe Tour
| Saison    | Mannschaftswertung | Fahrerwertung |
| --------- | ------------------ | ------------- |
| 2014-2016 | -                  | -             |